# الخطوط الجوية السنغافورية
الخطوط الجوية السنغافورية (بالإنجليزية: Singapore Airlines) و(بالصينية: 新加坡航空公司) هي شركة الطيران الوطنية في سنغافورة، تتخذ من مطار سنغافورة تشانجي الدولي مقراً لها ومركزاً لعملياتها، تقدم الخطوط السنغافورية خدماتها إلى أكثر من 64 وجهة في آسيا، أوروبا، الشرق الأوسط، شمال أفريقيا بالإضافة إلى أمريكا الشمالية، وإضافة وجهة جديدة إلى أمريكا الجنوبية تحديداً مدينة ريو دي جانيرو في البرازيل، الخطوط السنغافورية إحدى أعضاء تحالف ستار العالمي، وتعدّ الخطوط السنغافورية أول شركة طيران في العالم تمتلك وتشغل طائرة إيرباص إيه 380 العملاقة، وقد تم تصنيفها مؤخراً كأفضل ناقل جوي
في العالم لعام 2018.

## الوجهات
تطير الخطوط الجوية السنغافورية إلى 75 وجهة في 32 دولة في خمس قارات من مركزها الرئيسي في سنغافورة. 

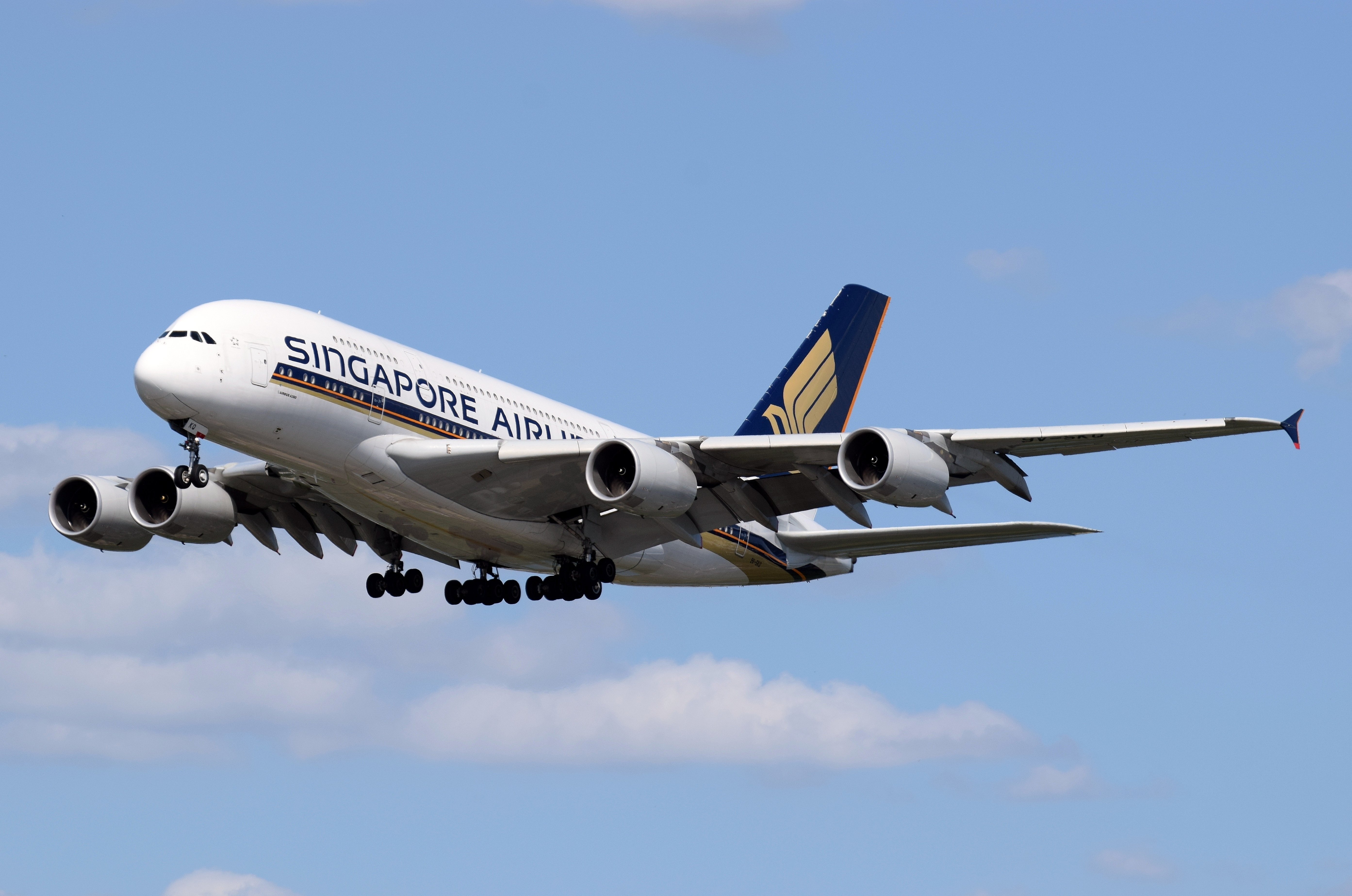
طائرة إيرباص إيه 380-800

 أوقفت الخطوط الجوية السنغافورية رحلاتها إلى كاغوشيما وبرلين وداروين وكيرنز وهانغتشو وسنداي بعد الأزمة المالية الآسيوية في عام 1997. أثناء تفشي السارس في 2002-2004، أوقفت الخطوط الجوية السنغافورية رحلاتها إلى بروكسل ولاس فيغاس وشيكاغو وهيروشيما وكاوهسيونغ وموريشيوس وفيينا ومدريد وشنجن وسورابايا. أوقفت الخطوط الجوية السنغافورية رحلاتها إلى فانكوفر وأمريتسار في عام 2009، وساو باولو في عام 2016.

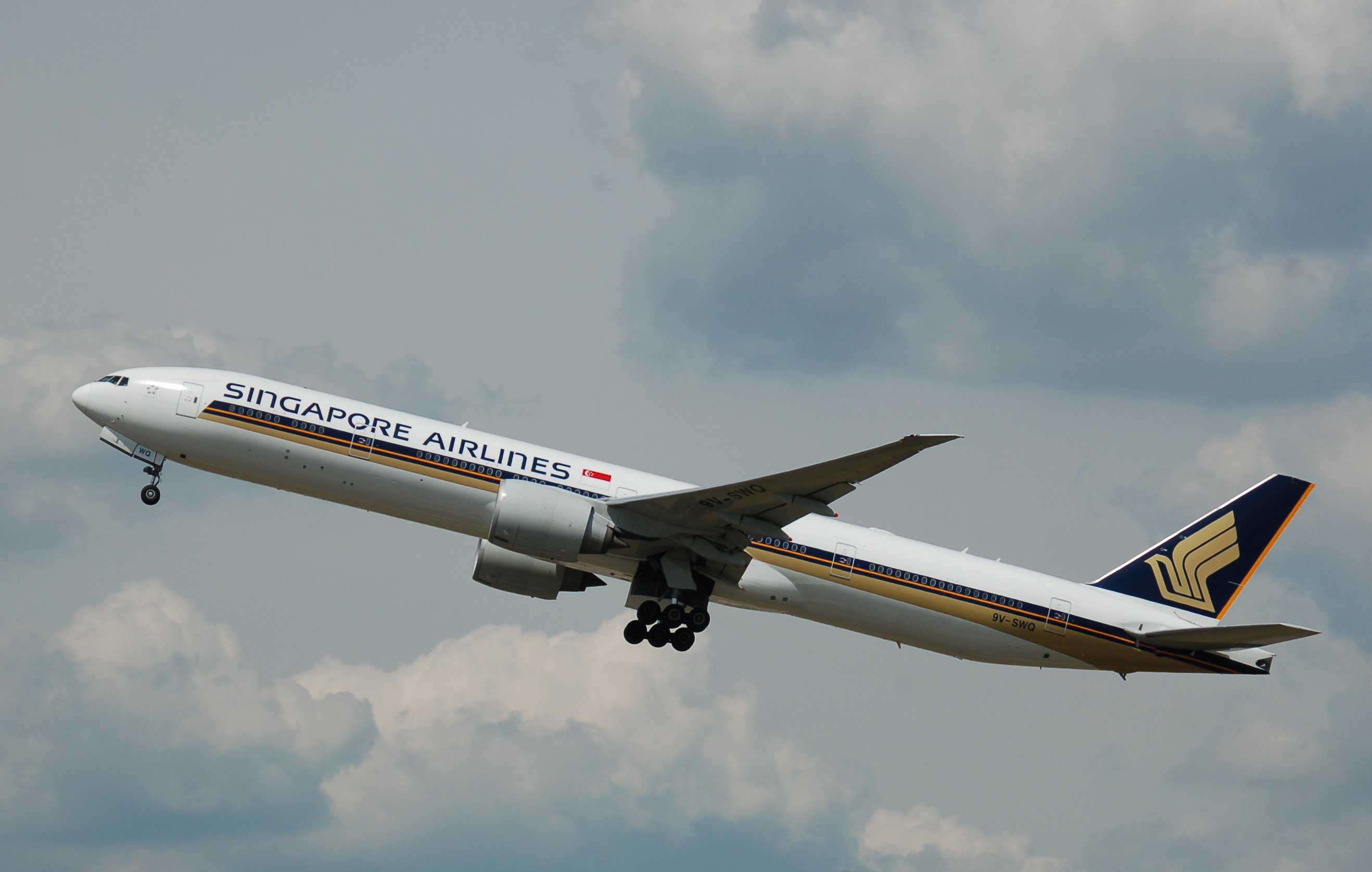
طائرة بوينغ 777-300 إي أر

قامت الخطوط الجوية السنغافورية بتشغيل اثنتين من أطول الرحلات الجوية في العالم، كلاهما رحلات بدون توقف من سنغافورة إلى لوس أنجلوس ونيوآرك بطائرة إيرباص إيه 340-500. تم التخلص التدريجي من جميع طائرات إيرباص إيه 340-500 في عام 2013 وأنهيت الرحلات بدون توقف إلى كلا الوجهتين. توقفت الرحلة بدون توقف إلى لوس أنجلوس في 20 أكتوبر 2013 (استمرت الرحلة ولكن بتوقف في مطار ناريتا الدولي)، توقفت الرحلة بدون توقف إلى نيوارك في 23 نوفمبر 2013. وأصبحت سنغافورة-نيويورك جون كنيدي بتوقف في فرانكفورت.
استأنفت الخطوط الجوية السنغافورية رحلاتها بدون توقف من سنغافورة إلى الولايات المتحدة في 23 أكتوبر 2016، بدءًا من سان فرانسيسكو. شغل المسار بطائرة إيرباص إيه 350-900 ويشمل درجة رجال الأعمال والدرجة الاقتصادية الممتازة والدرجة الاقتصادية. تبع ذلك استئناف الرحلات بدون توقف إلى نيوآرك في 11 أكتوبر 2018 ولوس أنجلوس في 2 نوفمبر 2018 ثم بطائرة إيرباص إيه 350-900 يو إل أر.
أعلنت الخطوط الجوية السنغافورية في 14 أكتوبر 2015 عن خطط لاستئناف أطول رحلة طيران بدون توقف في العالم بين سنغافورة ونيويورك - 15300 كم (9500 ميل) التي أوقفتها الشركة في عام 2013. استأنفت الرحلة بطائرة جديدة من طراز إيرباص إيه 350-900 يو إل أر في 18 أكتوبر 2018، ولكن علقت مرة أخرى بسبب جائحة فيروس كورونا. أعادت الشركة خط سنغافورة ونيويورك في 9 نوفمبر 2020، ولكن هذه المرة إلى مطار جون إف كينيدي الدولي، ثلاث مرات في الأسبوع.

### اتفاقية الرمز المشترك
لدى الخطوط الجوية السنغافورية اتفاقية الرمز المشترك مع الشركات التالية:
- خطوط إيجة الجوية
- طيران كندا
- طيران الصين
- الخطوط الجوية الفرنسية[17][18]
- طيران موريشيوس[19]
- طيران نيوزيلندا
- Air Timor
- خطوط آلاسكا الجوية
- خطوط كل اليابان الجوية
- خطوط آسيانا الجوية
- الخطوط الجوية النمساوية
- أفيانكا[20][21]
- الخطوط الجوية البلجيكية
- الخطوط الجوية الكرواتية
- مصر للطيران
- يورو وينجز[22]
- الخطوط الجوية الإثيوبية
- إيفا للطيران
- خطوط فيجي الجوية[23][24]
- غارودا إندونيسيا
- خطوط جيت بلو الجوية
- خطوط لوت الجوية البولندية[25]
- لوفتهانزا
- الخطوط الجوية الماليزية
- خطوط رويال بروناي الجوية
- خطوط إس سفن[26]
- الخطوط الجوية الإسكندنافية
- سكوت للطيران (تابعة)[27]
- خطوط شينزين الجوية
- خطوط جنوب إفريقيا الجوية
- الخطوط الجوية السريلانكية
- الخطوط الجوية الدولية السويسرية
- تاب برتغال
- الخطوط الجوية الدولية التايلاندية
- الخطوط الجوية التركية
- الخطوط الجوية المتحدة
- خطوط فيرجن أتلانتيك الجوية
- خطوط فيرجن أستراليا الجوية
- فيستارا

## الأسطول
تشغل الخطوط الجوية السنغافورية أسطولاً من 147 طائرة ركاب من طراز إيرباص وبوينغ وتسع طائرات شحن. اعتبارًا من 1 أبريل 2020، بلغ متوسط عمر طائرة الركاب 5 سنوات و11 شهرًا.

## الحوادث والوقائع
- في 31 أكتوبر/تشرين الأول 2000 حاولت طائرة بوينغ 747-400 الرحلة رقم 006 المسجلة برقم 9V-SPK الإقلاع على مدرج خاطئ في مطار تايوان تاويوان الدولي (مطار شيانغ كاي شيك الدولي سابقًا) أثناء إقلاعها إلى مطار لوس أنجلوس الدولي. اصطدمت الطائرة بمعدات بناء كانت متوقفة على مدرج مغلق، مما أسفر عن مقتل 83 شخصًا من أصل 179 كانوا على متنها وإصابة 71 شخصًا آخرين. كان هذا أول حادث مميت لطائرة تابعة للخطوط الجوية السنغافورية. كانت الطائرة 9V-SPK مطلية باللون الترويجي "استوائي" وقت الحادث. أما الطائرة الأخرى الوحيدة التي تحمل اللون الترويجي وهي طائرة 747-400 أخرى مسجلة برقم 9V-SPL، فقد أُعيد طلاءها على الفور باللون القياسي للخطوط الجوية السنغافورية.9V-SPK التي شاركت في حادث الرحلة 006 ترتدي الزي الاستوائي

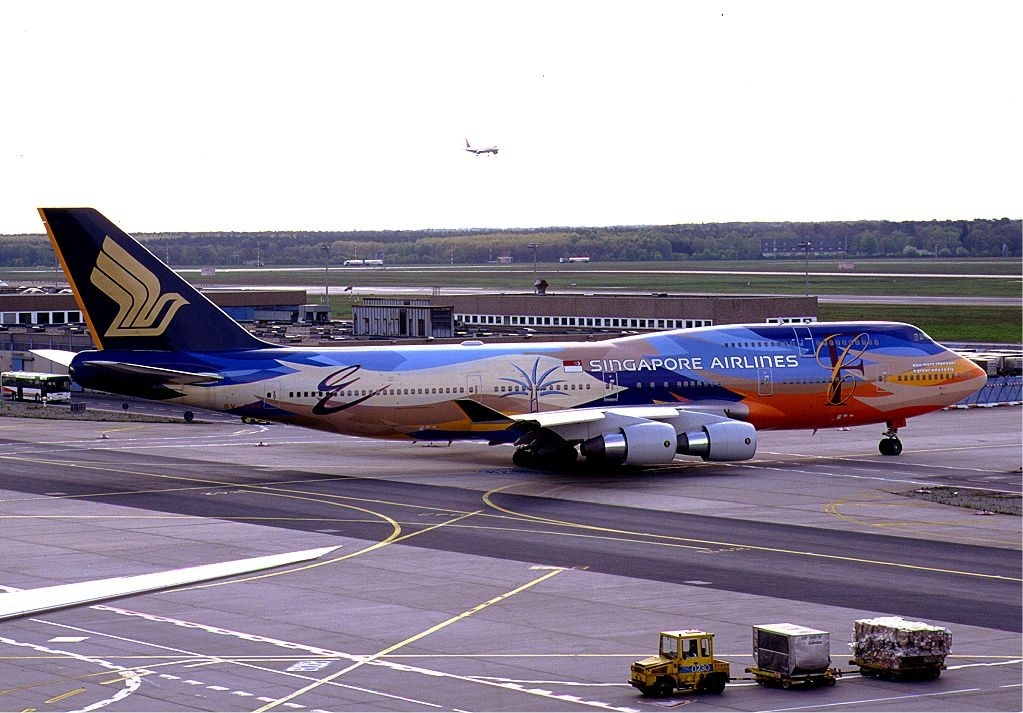
9V-SPK التي شاركت في حادث الرحلة 006 ترتدي الزي الاستوائي

- في 27 يونيو 2016 تعرضت رحلة الخطوط الجوية السنغافورية رقم 368 وهي طائرة بوينج 777-300ER مسجلة برقم 97-SWB وعلى متنها 222 راكبًا و19 فردًا من أفراد الطاقم لتسرب زيت المحرك أثناء رحلة من سنغافورة إلى ميلانو. انطلق إنذار تسرب الزيت فوق ماليزيا بعد ساعتين من بدء الرحلة. أثناء الهبوط الاضطراري في مطار شانغي بسنغافورة نقطة انطلاق الطائرة اشتعلت النيران في المحرك الأيمن مما أدى إلى اشتعال الجناح الأيمن. أُخمد الحريق في غضون خمس دقائق من هبوط الطائرة.[30] ولم تُبلغ عن أي إصابات.[31] تضررت الطائرة بشكل كبير وأُصلحت.[32]